# Associazione Calcio Crema 1950-1951
Questa voce raccoglie le informazioni riguardanti l'Associazione Calcio Crema nelle competizioni ufficiali della stagione 1950-1951.

## Rosa
| N. |                   | Ruolo | Calciatore    |
| -- | ----------------- | ----- | ------------- |
|    | Italia (bandiera) | A     | Giacomo Abbà  |
|    | Italia (bandiera) | C     | U. Bianchi    |
|    | Italia (bandiera) | C     | Luigi Bicicli |
|    | Italia (bandiera) | A     | Arnaldo Cadei |
|    | Italia (bandiera) | A     | T. Castellari |
|    | Italia (bandiera) | C     | Lucio Doldi   |
|    | Italia (bandiera) | A     | M. Fasoli     |
|    | Italia (bandiera) | C     | G. Galli      |

| N. |                   | Ruolo | Calciatore      |
| -- | ----------------- | ----- | --------------- |
|    | Italia (bandiera) | A     | Oreste Guaraldo |
|    | Italia (bandiera) | C     | G. Locatelli    |
|    | Italia (bandiera) | A     | A. Molaschi     |
|    | Italia (bandiera) | D     | Antonio Piloni  |
|    | Italia (bandiera) | P     | A. Pirotta      |
|    | Italia (bandiera) | A     | P. Pozzoli      |
|    | Italia (bandiera) | C     | A. Severgnini   |
|    | Italia (bandiera) | C     | Ennio Villa     |